# Зимин, Никита Михайлович
Никита Михайлович Зимин (род. 9 августа 2000) — российский хоккеист, защитник.

## Биография
Воспитанник московского хоккея (ЦСКА, «Крылья Советов»). В сезонах 2017/18 — 2019/20 играл за команду МХЛ «Атланты» / МХК «Атлант» Мытищи. В сезоне-2020/21 провёл 24 матча в КХЛ за хабаровский «Амур» и 13 — за «Амурских тигров» в МХЛ. В июле 2021 года объявлялось о переходе Зимина в петербургское «Динамо», но в сезоне-2021/22 он выступал в других командах ВХЛ — «Рязань» и «Ермак». Сезон-2022/23 отыграл в команде чемпионата Казахстана «Хумо» Ташкент. После двух сезонов, проведённых в ВХЛ в составе пермского «Молота», в июне 2025 года перешёл в клуб КХЛ «Лада» Тольятти.